# Hans Woellke
Hans-Otto Woellke (Biskupiec, 18 febbraio 1911 – Chatyn', 22 marzo 1943) è stato un pesista tedesco.

## Biografia

### Morte
Woellke morì insieme ad alcuni commilitoni durante la seconda guerra mondiale in uno scontro a fuoco con un gruppo di partigiani bielorussi. Tale episodio fu il pretesto per una vasta rappresaglia tedesca nota come Massacro di Chatyn'.

## Palmarès
| Anno | Manifestazione | Sede    | Evento         | Risultato | Misura  | Note            |
| ---- | -------------- | ------- | -------------- | --------- | ------- | --------------- |
| 1936 | Olimpiadi      | Berlino | Getto del peso | Oro       | 16,20 m | Record olimpico |
| 1938 | Europei        | Parigi  | Getto del peso | Bronzo    | 15,52 m |                 |